# Fissarcturus hirticornis
Fissarcturus hirticornis är en kräftdjursart som först beskrevs av Théodore Monod 1926.  Fissarcturus hirticornis ingår i släktet Fissarcturus och familjen Antarcturidae. Inga underarter finns listade i Catalogue of Life.